# 法拉赫·巴列維
法拉赫·巴列维（波斯語：فرح پهلوی，Farah Pahlavi；1938年10月14日—），出嫁前的本名为法拉赫·蒂巴（波斯語：فرح دیبا，Farah Diba），伊朗皇后，是伊朗國王穆罕默德·礼萨·巴列维的第三任妻子和遺孀。

## 出生
法拉赫·巴列維出生在德黑蘭，原名法拉赫·帝巴，是家中獨生女。父親索勒布·帝巴為軍人，曾留學法國聖西爾軍校。祖父為伊朗外交官，曾出使俄國。父親早逝。

## 教育與婚姻

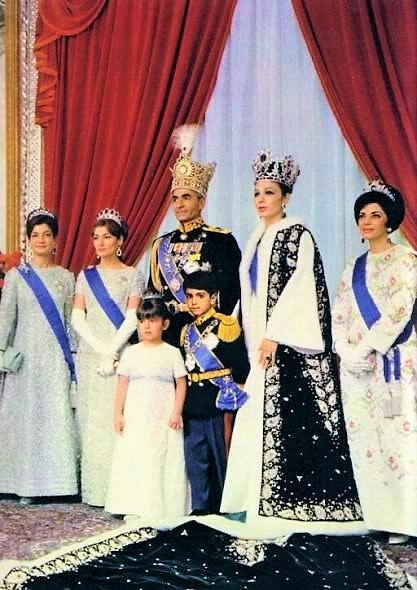
皇室合照

她曾在德黑蘭的法國學校讀書，並且到巴黎的特殊建筑学院攻讀建築學。1959年她在伊朗駐法國大使館晉見了剛離婚的穆罕默德·礼萨·巴列维沙王。同年夏天她回國後開始與沙王交往，二人在該年12月21日結婚。他們育有四個孩子：
- 禮薩·巴勒維皇太子（1960年10月30日出生）
- 法拉纳兹·巴列維公主（1963年3月12日出生）
- 阿里-禮薩·巴列維王子（1966年4月28日－2011年1月4日）
- 勒伊拉·巴列維公主（1970年3月27日－2001年6月10日）

## 末代皇后生涯

伊朗皇后旗

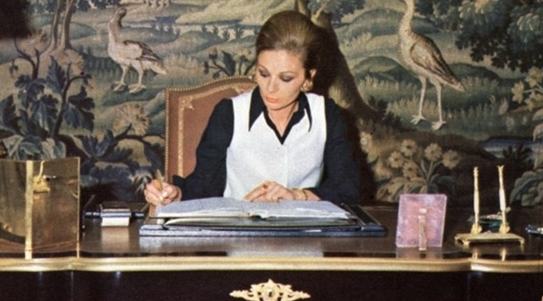
法拉赫在德黑蘭的辦公室工作，於1970年代

### 在伊朗的藝術與文化貢獻
成為皇后後，法拉赫致力於文化和藝術事業，包括創立許多文化和機構中心，包括兒童與青少年發展研究所、德黑蘭當代藝術博物館、設拉子藝術節及德黑蘭市劇院。

### 伊朗革命和流亡
1979年1月16日，面對伊朗伊斯蘭革命，法拉赫皇后與她丈夫逃離伊朗，他們的子女已被送往美國。二人首先前往埃及，後來短期居住在摩洛哥、巴哈馬、墨西哥、美國及巴拿馬，最後又回到埃及，直到國王在1980年7月27日病逝。幾年後，法拉赫·巴列維在康涅狄格州格林威治買房子，但其女勒伊拉·巴列維公主死後就不再居住。2001年她又在馬里蘭州波托馬克置產，與其子禮薩·巴勒維皇太子為鄰。

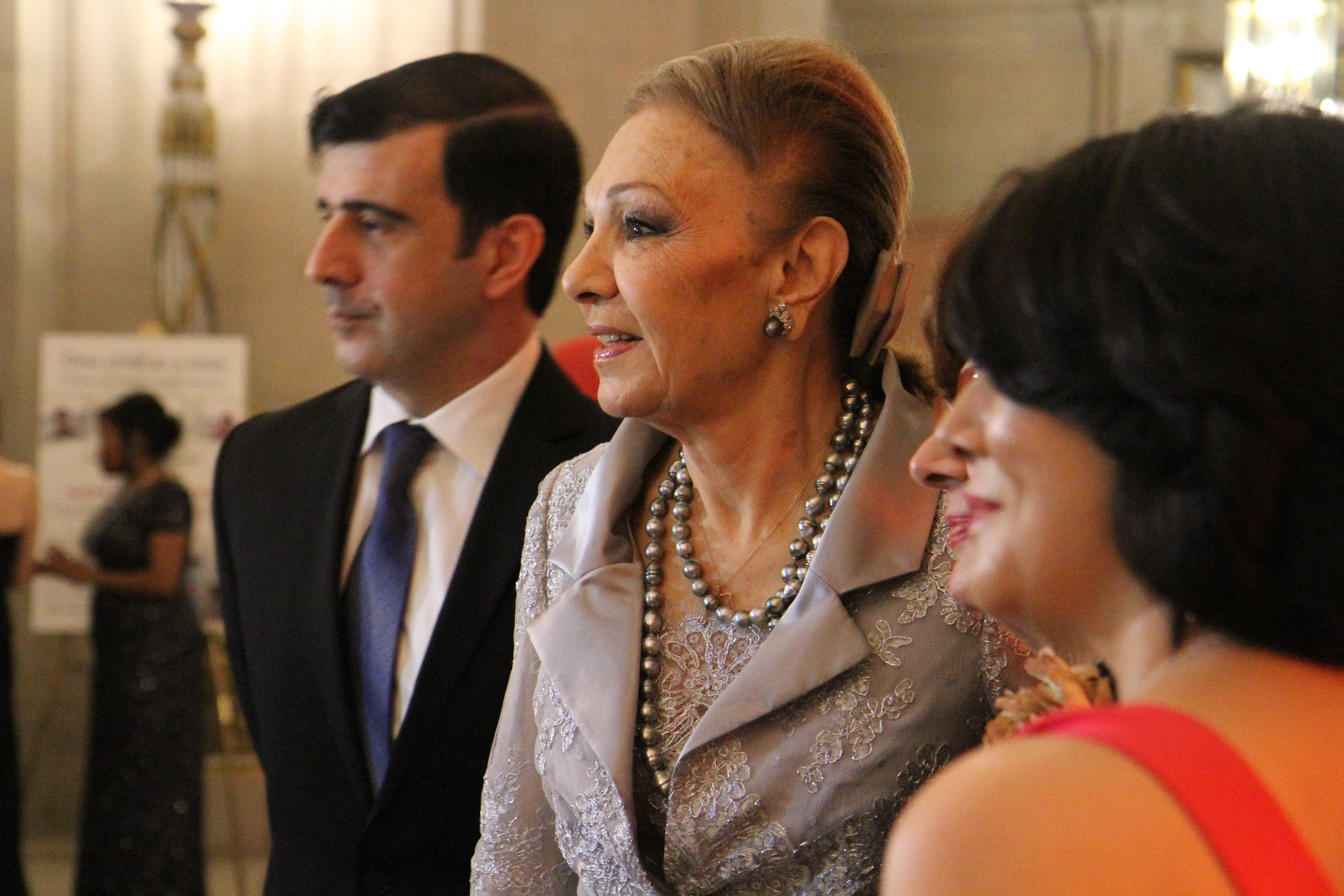
2016年在華盛頓特區的法拉赫

## 著作
在2003年，法拉赫·巴列維出版回憶錄《持久的愛：我與沙王的生活》，2004年由美國米拉麥克斯圖書公司出版，吸引了國際興趣，在歐洲十分暢銷。

## 外部連結
- 法拉赫·巴列維官方網站 （页面存档备份，存于）
- 法拉赫·巴列維的在線相冊

| 法拉赫·巴列維 巴列維王朝出生于：1938年10月14日         | 法拉赫·巴列維 巴列維王朝出生于：1938年10月14日                             | 法拉赫·巴列維 巴列維王朝出生于：1938年10月14日 |
| 統治者頭銜                                             | 統治者頭銜                                                                 | 統治者頭銜                                     |
| ------------------------------------------------------ | -------------------------------------------------------------------------- | ---------------------------------------------- |
| 空缺上一位持有相同頭銜者：索拉雅·伊凡迪亞利-巴克提亞利 | 伊朗皇后 1959年12月21日－1979年2月11日                                     | 君主制覆滅 伊朗革命                            |
| 王位覬覦者                                             |                                                                            |                                                |
| 新頭銜 君主制覆滅                                      | — 名义上的 — 伊朗皇后 1979年2月11日－1980年7月27日 继位失败原因： 伊朗革命 | 空缺                                           |